# Biết Linh
Biết Linh hoặc Miết Linh (phồn thể: 鱉靈; giản thể: 鳖灵) là tên một vị tướng quốc của nước Thục trong khoảng thời gian tương đương với thời Xuân Thu- Chiến Quốc ở Trung Nguyên, sau trở thành vua đầu tiên của triều đại Khai Minh ở nước này, trước đây ông là tông chủ của dòng họ Khai Minh - một danh gia vọng tộc có quyền thế lớn mạnh ở nước Thục thời kỳ đó.
Theo truyền thuyết, Biết Linh vốn là người đất Kinh (nay là Hồ Nam và Hồ Bắc), sau khi chết, thi thể trôi nổi ngược dòng đến Thành Đô thì sống lại và được Đỗ Vũ lập làm tướng. Biết Linh sinh trưởng ở vùng Kinh Sở có nhiều sông hồ, thông thạo sông nước, lại có kinh nghiệm trị thủy, vì thế khi nhậm chức làm tướng đã hoàn thành sự nghiệp trị thủy, bình ổn dòng nước của Dân Giang, dân Thục vì thế mà an cư, siêng năng cày cấy.
Bấy giờ quân chủ nước Thục là Vọng đế Đỗ Vũ hoang dâm vô độ, không biết chừng mực, ông ta chỉ mải mê hưởng lạc chẳng màng đến việc quốc gia đại sự gì. Quyền hành nước Thục lúc ấy đều do tướng quốc Biết Linh nắm giữ, Vọng đế nhiều lần lợi dụng Biết Linh xuất thành đi công cán ở nơi xa liền thông dâm với phu nhân của ông. Sự việc bàn tán trong triều đình đến tai tướng quốc Biết Linh, Vọng đế cả thẹn bèn chính thức xuống chiếu thiện nhượng đế vị cho Biết Linh còn mình lui về trong cung an dưỡng. Biết Linh lên ngôi, xưng Tùng Đế (叢帝), chính thức xác lập ra triều đại Khai Minh (開明) ở nước Thục, truyền được 12 đời thì bị nước Tần tiêu diệt vào năm 316 TCN.
Về phần Vọng đế sau khi thiện nhượng cho tướng quốc thì bị ngược đãi phải bỏ nước mà đi, sau này chết đói ở vùng rừng núi hóa thành con chim ngày đêm nhớ nước mà kêu "quốc, quốc".